# 日本アドベント・キリスト教団
日本アドベント・キリスト教団（にほんアドベント・キリストきょうだん）は日本のプロテスタント福音派のキリスト教団体。日本福音同盟に加盟している。

## 沿革
- 1898年 アメリカから帰国した岩越政蔵によって始められた。岩越はアメリカにおいてメソジスト教会で洗礼を受けて後、アドベント教会に移った。5年間の学びと訓練の後に、按手礼を受けて、アメリカ・アドベント教会の宣教師として帰国して、郷里の倉吉で伝道を開始した。そして、倉吉に日本最初のアドベント教会が生まれた。
- 1941年 日本基督教団の成立に伴い、第10部に加入した。
- 1948年 アメリカ・アドベント教団の宣教師が来日して、倉吉アドベント教会を再建した。
- 1950年以後 複数の宣教師が来日して、鳥取県と関西地方に宣教を拡大した。
- 1950年11月 大阪の上野芝アドベント教会において、宣教師たちを中心にして、日本アドベント・キリスト教団を設立させた。
- 1966年 神学教育機関として「四條畷キリスト教学院」を開設した。

## 特色
- キリストの「千年期前再臨」の強調と「条件的不死」の教えがある。

## その他
2011年12月18日、岡山県美咲町でひき逃げと見られる死亡事件が発生、美咲警察署は容疑者として日本アドベント教団の津山シオン教会に所属する牧師を逮捕した。牧師は事故を起こしたことは認めたが、ひき逃げについては容疑を否認している。